# ریونزوود استیتس، فلوریدا
ریونزوود استیتس (به انگلیسی: Ravenswood Estates) یک منطقهٔ مسکونی در ایالات متحده آمریکا است که در شهرستان براوارد، فلوریدا قرار دارد. ریونزوود استیتس ۰٫۴ کیلومتر مربع مساحت و ۹۶۰ نفر جمعیت دارد.